# Správní obvod obce s rozšířenou působností Nová Paka
Správní obvod obce s rozšířenou působností Nová Paka je od 1. ledna 2003 jedním ze tří správních obvodů rozšířené působnosti obcí v okrese Jičín v Královéhradeckém kraji. Čítá 5 obcí.
Město Nová Paka je zároveň obcí s pověřeným obecním úřadem, přičemž oba správní obvody jsou územně totožné.

## Seznam obcí
Poznámka: Města jsou vyznačena tučně, městyse kurzívou.
- Nová Paka
- Pecka
- Stará Paka
- Úbislavice
- Vidochov

## Obyvatelstvo
| Rok  | Obyv.  | ± %    |
| ---- | ------ | ------ |
| 1869 | 17 486 | —      |
| 1880 | 16 800 | −3,9 % |
| 1890 | 17 124 | +1,9 % |
| 1900 | 17 804 | +4 %   |
| 1910 | 19 444 | +9,2 % |

| Rok  | Obyv.  | ± %     |
| ---- | ------ | ------- |
| 1921 | 17 775 | −8,6 %  |
| 1930 | 17 513 | −1,5 %  |
| 1950 | 14 208 | −18,9 % |
| 1961 | 14 370 | +1,1 %  |
| 1970 | 14 298 | −0,5 %  |

| Rok  | Obyv.  | ± %    |
| ---- | ------ | ------ |
| 1980 | 13 693 | −4,2 % |
| 1991 | 13 524 | −1,2 % |
| 2001 | 13 294 | −1,7 % |
| 2011 | 13 166 | −1 %   |
| 2021 | 12 584 | −4,4 % |